# Liste der Naturdenkmale in Göttingen
Die Liste der Naturdenkmale in Göttingen enthält die Naturdenkmale in der Stadt Göttingen in Niedersachsen.
Am 31. Dezember 2016 gab es laut Statistik des Niedersächsischen Landesbetrieb für Wasserwirtschaft, Küsten- und Naturschutz im Zuständigkeitsbereich der Unteren Naturschutzbehörde in der Stadt Göttingen 78 Naturdenkmale.

## Liste

### Naturdenkmale
| Bild                          | Bezeichnung                                        | Ort, Lage | Beschreibung | Schutzzweck | Nummer     |
| ----------------------------- | -------------------------------------------------- | --- | --- | ----------- | ---------- |
| Fotos hochladen               | Liasscholle des Reinsgrabens                       | am nördlichen Rand des Teiches nördlich Hainholzweg, westlich Merkelstraße (51° 32′ 3″ N, 9° 57′ 5,8″ O)                                      | |             | ND GÖ-S 01 |
| Fotos hochladen               | 1 Hartriegel                                       | Bartholomäus-Friedhof. Weender Landstraße 11 (51° 32′ 27,7″ N, 9° 55′ 56,4″ O)                                                                | |             | ND GÖ-S 04 |
| Fotos hochladen               | Linde mit Warte                                    | bei der alten Warte (51° 32′ 44,1″ N, 9° 57′ 58,4″ O)                                                                                         | |             | ND GÖ-S 07 |
| BW                            | 1 Elsbeere                                         | im Rohnswäldchen (51° 32′ 26,5″ N, 9° 57′ 52,2″ O)                                                                                            | |             | ND GÖ-S 08 |
| Fotos hochladen               | Die Ahlbornbuche                                   | im Molkengrund (51° 32′ 0,3″ N, 9° 57′ 56,3″ O)                                                                                               | |             | ND GÖ-S 09 |
| BW                            | 3 Pappeln                                          | in der langen Nacht (51° 31′ 40,8″ N, 9° 58′ 12,7″ O)                                                                                         | |             | ND GÖ-S 10 |
| BW                            | 5 Eschen                                           | (51° 31′ 59,8″ N, 9° 57′ 16,6″ O) | |             | ND GÖ-S 11 |
| Fotos hochladen               | 1 Rüster                                           | Hainholzweg, Ecke Sertürnerstraße (51° 32′ 0,5″ N, 9° 57′ 0″ O)                                                                               | |             | ND GÖ-S 12 |
| Fotos hochladen               | 1 Blutbuche                                        | Herzberger Landstraße, Ecke Wagnerstraße (51° 32′ 5,7″ N, 9° 56′ 46,4″ O)                                                                     | |             | ND GÖ-S 13 |
| Fotos hochladen               | 1 Sophore                                          | Mühlenstraße 6, Ecke Stumpfebiel (51° 32′ 6,8″ N, 9° 56′ 4,1″ O)                                                                              | Ersatz für 2008 gefällte |             | ND GÖ-S 15 |
| Fotos hochladen               | 1 Hartriegel                                       | Untere Karspüle 11 (51° 32′ 12,2″ N, 9° 56′ 6,9″ O)                                                                                           | |             | ND GÖ-S 16 |
| Fotos hochladen               | 1 Blutbuche                                        | Reinhäuser Landstraße 17, Ecke Schillerstraße (51° 31′ 32,4″ N, 9° 56′ 24,4″ O)                                                               | |             | ND GÖ-S 18 |
| Fotos hochladen               | 1 Engelmannfichte                                  | Lotzestraße 13, Ecke Walkenmühlenweg (51° 31′ 37,5″ N, 9° 56′ 3,6″ O)                                                                         | |             | ND GÖ-S 19 |
| mehr Fotos \| Fotos hochladen | Die Gerichtslinde                                  | Groner Landstraße/Posthof (51° 32′ 5,3″ N, 9° 54′ 45,8″ O)                                                                                    | 2011 entlastet |             | ND GÖ-S 20 |
| Fotos hochladen               | Gronequelle                                        | Grone in einer Bodensenke westlich von Grone (51° 32′ 0,5″ N, 9° 52′ 28,9″ O)                                                                 | Quelle, Trinkwasserversorgung, im Wassergewinnungsgelände Springmühle, nicht öffentlich zugänglich |             | ND GÖ-S 22 |
| Fotos hochladen               | Quellteich des Weendespring                        | Weende am Weendespring (Nordostende des Dorfes) (51° 34′ 2,1″ N, 9° 56′ 31,1″ O)                                                              | Quelle, wichtige Trinkwasserversorgung |             | ND GÖ-S 23 |
| BW                            | 1 Blutbuche und Baumgruppen (Ahorne und Kastanien) | Weende im Park des ehemaligen Klostergutes (51° 33′ 49,2″ N, 9° 55′ 43,5″ O)                                                                  | |             | ND GÖ-S 24 |
| Fotos hochladen               | Baumgruppe Stumpfe Eiche, bes. 2 Linden            | Weende beim Kriegerdenkmal östlich des Ortes, Schlagenweg (51° 33′ 40″ N, 9° 56′ 31,2″ O)                                                     | |             | ND GÖ-S 25 |
| Fotos hochladen               | 1 Eiche                                            | Nikolausberg 180 m östlich vom Hoffmannshof am Faßberg (51° 33′ 19,1″ N, 9° 57′ 57,4″ O)                                                      | |             | ND GÖ-S 26 |
| Fotos hochladen               | 3 Linden, genannt Friedenslinden                   | Geismar Himmelsruh 17 (51° 31′ 4,9″ N, 9° 57′ 29,1″ O)                                                                                        | Historische Bedeutung (Erinnerung an Befreiungskriege 1813–15), 1 Linde 1969 gefällt, noch eine vorhanden |             | ND GÖ-S 27 |
| Fotos hochladen               | 4 Linden, genannt Hoffnungslinden                  | Geismar Himmelsruh 19 (51° 31′ 7,1″ N, 9° 57′ 29,3″ O)                                                                                        | Historische Bedeutung (Erinnerung an Kriegsende 1918); 1 Linde in der Nacht 16.→17. Februar 2022 durch Sturm gebrochen |             | ND GÖ-S 28 |
| Fotos hochladen               | 2 Linden                                           | 220 m östlich des Kartoffelsteins (51° 32′ 42″ N, 9° 59′ 29,7″ O)                                                                             | um 1785 gepflanzt |             | ND GÖ-S 29 |
| mehr Fotos \| Fotos hochladen | Hoher Brunnen                                      | Herberhausen Nordhang des Sauberges, unterhalb des Waldweges von Klein Amerika nach Hollandsgrund (51° 32′ 4,2″ N, 10° 0′ 15,5″ O)            | Quelle, alte Herberhäuser Wasserversorgung |             | ND GÖ-S 30 |
| Fotos hochladen               | Die dicke Linde                                    | Elliehausen Esebecker Straße, Ecke Unterm Hoppenberge (51° 33′ 9,3″ N, 9° 52′ 5″ O)                                                           | |             | ND GÖ-S 31 |
| Fotos hochladen               | 1 Linde                                            | Elliehausen „In der Klappe“, Ecke „Am Burggraben“ (51° 32′ 57,5″ N, 9° 52′ 37,4″ O)                                                           | |             | ND GÖ-S 32 |
| Fotos hochladen               | 2 Linden                                           | Groß-Ellershausen 250 m südlich der B3, 250 m westlich der Bahntrasse (51° 31′ 10,8″ N, 9° 51′ 8,7″ O)                                        | 1 Linde am 13. November 1973 entwurzelt |             | ND GÖ-S 34 |
| Fotos hochladen               | 1 Elsbeere                                         | Forstlehrpfad Nr. 5, Hainberg (51° 31′ 32,5″ N, 9° 59′ 20,4″ O)                                                                               | stärkste Elsbeere |             | ND GÖ-S 35 |
| Fotos hochladen               | Calsowbuche                                        | Herberhausen nahe Seckbornquelle, Weg von Herberhausen zur Mackenröder Spitze (51° 32′ 23,7″ N, 10° 1′ 50,7″ O)                               | sehr starke Buche, benannt nach ehemaligem Oberbürgermeister Calsow |             | ND GÖ-S 37 |
| Fotos hochladen               | Kartoffelstein                                     | Herberhausen Hasenknüll/Sonnenbreite (51° 32′ 42,8″ N, 9° 59′ 16,3″ O)                                                                        | Flächenhaftes Naturdenkmal. Trockenrasen- und Steppenflora |             | ND GÖ-S 40 |
| Fotos hochladen               | Thie (Knutbühren)                                  | Knutbühren Straße nach Elliehausen, Ecke Straße nach Barterode (51° 32′ 25,6″ N, 9° 49′ 11,2″ O)                                              | Flächenhaftes Naturdenkmal. Historischer Thieplatz mit Baumgruppen, besonders 1 Linde |             | ND GÖ-S 41 |
| Fotos hochladen               | 1 Linde                                            | Elliehausen Gesundbrunnen, Ecke zum Sommerberg (51° 33′ 1,4″ N, 9° 52′ 18,8″ O)                                                               | nach Pilzbefall 2007 drastisch zurückgeschnitten |             | ND GÖ-S 42 |
| Fotos hochladen               | 1 Zitzenfichte                                     | Molkengrund am Hainberg (51° 31′ 59,8″ N, 9° 57′ 55,7″ O)                                                                                     | besondere Astausbildung |             | ND GÖ-S 43 |
| Fotos hochladen               | 3 Pappeln                                          | Europa-Allee (Alter Bovender Weg) (51° 33′ 27,9″ N, 9° 54′ 11,9″ O)                                                                           | |             | ND GÖ-S 44 |
| Fotos hochladen               | 3 Blutbuchen                                       | Gutspark Kerstlingeröder Feld (51° 31′ 31,4″ N, 10° 0′ 27″ O)                                                                                 | |             | ND GÖ-S 45 |
| Fotos hochladen               | Baumgruppe Gutspark Holtensen (51 Bäume)           | Holtensen Versuchsgut Holtensen (51° 33′ 29,9″ N, 9° 53′ 40,9″ O)                                                                             | Flächenhaftes Naturdenkmal. Schutzwürdig: 27 Linden als Allee, 1 Ahorn, 2 Birken, 3 Blutbuchen, 1 Douglasfichte, 1 Eberesche, 4 Eschen, 11 Kastanien, 1 Pyramideneiche                                                                            |             | ND GÖ-S 46 |
| Fotos hochladen               | Steilhang (Pfingstanger)                           | Nikolausberg 200 m nördlich Hoffmannshof, 450 m entlang des Weges nach Nikolausberg (51° 33′ 26,1″ N, 9° 57′ 59″ O)                           | Flächenhaftes Naturdenkmal. Trockenrasen- und Steppenflora |             | ND GÖ-S 47 |
| BW                            | 1 Pappel                                           | Forstlehrpfad Nr. 19, 250 m nördlich der Tuchmacherquelle (51° 31′ 38,3″ N, 9° 59′ 38,8″ O)                                                   | |             | ND GÖ-S 48 |
| BW                            | 1 Spitzahorn                                       | 350 m südlich der Kalkreese am Weg zum Hohen Brunnen (51° 32′ 3,1″ N, 9° 59′ 46″ O)                                                           | |             | ND GÖ-S 49 |
| Fotos hochladen               | 3 Linden                                           | Herberhausen Auf dem Silberhagen (51° 32′ 4″ N, 9° 59′ 30″ O)                                                                                 | |             | ND GÖ-S 50 |
| Fotos hochladen               | 1 Linde                                            | Herberhausen Sonnenbreite 1 (51° 32′ 22,8″ N, 9° 59′ 12,4″ O)                                                                                 | |             | ND GÖ-S 51 |
| Fotos hochladen               | 1 Esche                                            | Elliehausen Hagedornswege, 250 m südlich der Straße von Elliehausen nach Esebeck (51° 33′ 19,9″ N, 9° 51′ 11,8″ O)                            | |             | ND GÖ-S 52 |
| Fotos hochladen               | 1 Ginkgo                                           | Zugang zum Levinschen Park, neben Levinstraße 12, auf der östlichen Groneböschung (51° 32′ 44,4″ N, 9° 54′ 31,2″ O)                           | 1 Ginkgo |             | ND GÖ-S 53 |
| Fotos hochladen               | 3 Linden                                           | Groß-Ellershausen 1 km westlich Groß-Ellershausen, Kreuzung Bahntrasse/B3 (51° 31′ 16,9″ N, 9° 51′ 23,4″ O)                                   | |             | ND GÖ-S 54 |
| Fotos hochladen               | Baumgruppe (1 Pyramideneiche und 1 Eibe)           | Reinhäuser Landstraße 6 (51° 31′ 42,4″ N, 9° 56′ 18,6″ O)                                                                                     | Erhaltenswerte Baumgruppe im Stadtbild |             | ND GÖ-S 55 |
| Fotos hochladen               | Diemardener Steinbruch                             | Diemarden ca. 1,5 km westlich von Diemarden im Gartetal (51° 29′ 7,4″ N, 9° 57′ 16,8″ O)                                                      | geologische Formation, Vogelschutzgebiet |             | ND GÖ-S 56 |
| Fotos hochladen               | 3 Erdfälle in den Hirsebreikuhlen                  | Diemarden ca. 400 m nördlich des Diemardener Steinbruches (51° 29′ 21,1″ N, 9° 57′ 8,8″ O)                                                    | geologische Formation |             | ND GÖ-S 57 |
| Fotos hochladen               | 1 Erdfall                                          | Geismar 300 m östlich des ehemaligen BW-Schießstandes im Geismarer Forst (51° 31′ 2,6″ N, 9° 59′ 24,7″ O)                                     | geologische Formation |             | ND GÖ-S 59 |
| BW                            | 1 Erdfall (über der Rischenhacke)                  | auf dem Sommerberg über der Rischenhacke, 300 m nördlich der Ponyfarm am Eingang zum Börltal (51° 32′ 31,2″ N, 9° 51′ 19,1″ O)                | geologische Formation |             | ND GÖ-S 60 |
| BW                            | Steinbruch Billingshäuser Schlucht                 | Oberbillingshausen 500 m nördlich der Nikolausberger Warte am Weg nach Oberbillingshausen (51° 35′ 2,4″ N, 9° 59′ 58,2″ O)                    | geologische Formation |             | ND GÖ-S 61 |
| BW                            | 1 Kastanie                                         | Hetjershausen 15 m südöstlich der Kirche (51° 31′ 56,3″ N, 9° 51′ 33,3″ O)                                                                    | die Kastanie wurde gefällt |             | ND GÖ-S 62 |
| BW                            | 5 Linden                                           | Geismar Sportplatz am Königsplatz, Duderstädter Landstraße (51° 30′ 23″ N, 9° 57′ 57,2″ O)                                                    | am Gedenkstein, zur Erinnerung an den Königsbesuch vom 18. Juni 1864 |             | ND GÖ-S 63 |
| Fotos hochladen               | 1 Teich Ossenpump mit Buche                        | Geismar 150 m westlich des ehemaligen BW-Schießstandes im Geismarer Wald (51° 30′ 56,9″ N, 9° 58′ 49,4″ O)                                    | Feuchtbiotop |             | ND GÖ-S 64 |
| Fotos hochladen               | Feuchtwiese Papenpfuhl                             | (51° 31′ 51,2″ N, 9° 58′ 40,2″ O) | Feuchtbiotop (im Sommer zum Teil ausgetrocknet) |             | ND GÖ-S 65 |
| Fotos hochladen               | 1 Teich Tonkuhlenwiese im Hainberg                 | ca. 1000 m nord/nordwestlich des Gasthauses „Hainholzhof“ im Hainberg (51° 32′ 0,2″ N, 9° 58′ 28,9″ O)                                        | Feuchtbiotop |             | ND GÖ-S 66 |
| mehr Fotos \| Fotos hochladen | 1 Teich Tripkenpfuhl im Hainberg                   | Herberhausen 200 m nördlich des ehemaligen Sportplatzes (51° 32′ 13,8″ N, 9° 58′ 39,5″ O)                                                     | Feuchtbiotop |             | ND GÖ-S 67 |
| Fotos hochladen               | Feuchtfläche im Hainberg                           | 100 m nordwestlich des Teich Tripkenpfuhl (51° 32′ 14,4″ N, 9° 58′ 31,6″ O)                                                                   | Feuchtbiotop (im Sommer zeitweise trocken) |             | ND GÖ-S 68 |
| BW                            | 2 Teiche im Börltal                                | ca. 700 m nordwestlich der Ponyfarm am östlichen Zugang des Börltals (51° 32′ 33,4″ N, 9° 50′ 41,3″ O)                                        | Feuchtbiotope |             | ND GÖ-S 69 |
| Fotos hochladen               | 4 Linden am Thie                                   | Groß-Ellershausen Thie 1, St.-Martini-Straße (51° 31′ 16,1″ N, 9° 51′ 57,9″ O)                                                                | |             | ND GÖ-S 72 |
| Fotos hochladen               | Baumgruppe vor dem Feuerwehrhaus                   | Groß-Ellershausen An der Flöthe (51° 31′ 11,5″ N, 9° 51′ 59,1″ O)                                                                             | 2 Eichen, 2 Linden, 1 Ahorn, 1 Esche |             | D GÖ-S 73  |
| Fotos hochladen               | 4 Linden                                           | Groß-Ellershausen und Hetjershausen Hetjershäuser Weg, an der Eisenbahnbrücke. In der Wehm 19 (51° 31′ 40,1″ N, 9° 51′ 40,7″ O)               | |             | ND GÖ-S 74 |
| Fotos hochladen               | 1 Linde                                            | Hetjershausen Brunnenbreite, (vor der Gaststätte Krummacker) (51° 31′ 58,1″ N, 9° 51′ 30,2″ O)                                                | |             | ND GÖ-S 76 |
| Fotos hochladen               | 1 Eiche                                            | Knutbühren vor der Kirche (51° 32′ 18,6″ N, 9° 49′ 15,6″ O)                                                                                   | |             | ND GÖ-S 77 |
| BW                            | 1 Linde in Herwigs Wiese                           | Nikolausberg ca. 500 m nördlich vom Hoffmannshof am Weg von Luttertal nach Nikolausberg (51° 33′ 27,7″ N, 9° 57′ 58,5″ O)                     | |             | ND GÖ-S 79 |
| BW                            | 2 Linden am Pumpenhaus                             | Nikolausberg am Weg von Luttertal nach Nikolausberg an der Einmündung in die Ulrideshuser Straße/Am Faßberg (51° 33′ 34,2″ N, 9° 58′ 15,6″ O) | |             | ND GÖ-S 80 |
| Fotos hochladen               | 37 Linden mit Pilgerpfad                           | Nikolausberg zwischen Festplatz und Straßenecke Ulrideshuser Straße/Am Faßberg (51° 33′ 40,2″ N, 9° 58′ 21,3″ O)                              | |             | ND GÖ-S 81 |
| BW                            | 26 Linden                                          | Nikolausberg Festplatz Hainbuchenring (51° 33′ 40,2″ N, 9° 58′ 21,3″ O)                                                                       | |             | ND GÖ-S 82 |
| BW                            | 5 Linden                                           | Nikolausberg ca. 300 m westlich vom Ortsrand Nikolausberg, am Heiligenhäuschen (51° 33′ 37,6″ N, 9° 58′ 20,4″ O)                              | |             | ND GÖ-S 83 |
| Fotos hochladen               | 3 Linden am Thie                                   | Nikolausberg Am Thieberg (51° 33′ 43″ N, 9° 58′ 38,9″ O)                                                                                      | |             | ND GÖ-S 84 |
| Fotos hochladen               | 2 Linden an der Kirche                             | Nikolausberg Südwestseite der Kirche und am Friedhofszugang, Augustinerstraße (51° 33′ 41,2″ N, 9° 58′ 39,2″ O)                               | |             | ND GÖ-S 85 |
| BW                            | 3 Linden am Thieberg                               | Nikolausberg Am Thieberg (51° 33′ 39,9″ N, 9° 58′ 42,2″ O)                                                                                    | 3 jüngere Linden als Baumgruppe |             | ND GÖ-S 86 |
| Fotos hochladen               | 1 Eiche                                            | Nikolausberg gegenüber dem Haus Ulrideshuser Straße 44 (51° 33′ 41″ N, 9° 58′ 50,5″ O)                                                        | |             | ND GÖ-S 87 |
| Fotos hochladen               | Baumgruppe Holtenser Berg (Schwedengrab)           | zwischen Europa-Allee 44 und Londonstraße 13/15 auf dem Holtenser Berg (51° 33′ 45,1″ N, 9° 54′ 15,6″ O)                                      | 1 Linde, 1 Rüster, 1 amerikanische Eiche und 1 Gedenkstein |             | ND GÖ-S 88 |
| Fotos hochladen               | 1 Metasequoia                                      | Walter-Nernst-Weg 5 (51° 32′ 28,2″ N, 9° 57′ 6,3″ O)                                                                                          | |             | ND GÖ-S 89 |
| Fotos hochladen               | 1 Bergahorn                                        | Weende Mittelstraße 3 (51° 33′ 37,9″ N, 9° 56′ 0,7″ O)                                                                                        | |             | ND GÖ-S 90 |
| BW                            | 1 Buche                                            | Weende zwischen den Häusern Schlagenweg 5 und 7 (51° 33′ 40,4″ N, 9° 56′ 19″ O)                                                               | |             | ND GÖ-S 91 |
| Fotos hochladen               | Baumgruppen, Bäume                                 | Geismar Landstraße 15 (51° 31′ 40,8″ N, 9° 56′ 43,1″ O)                                                                                       | 4 Bergahorn, 1 Buchsbaum, 1 Blutbuche, 1 Rotesche, 1 Kobushi-Magnolie, 1 Zerreiche, 2 Stieleichen, 1 Amerikanische Linde, 1 Holländische Linde, 1 Lawson-Scheinzypresse, 5 Nutka-Scheinzypressen, 3 Weymouthkiefern, 5 Eiben, 2 Riesenlebensbäume |             | ND GÖ-S 92 |
| Fotos hochladen               | Wall                                               | umschließt den alten Göttinger Stadtkern (51° 32′ 16,4″ N, 9° 56′ 18,6″ O)                                                                    | flächenhaftes Naturdenkmal. Historische Wallanlage mit alten Linden |             | ND GÖ-S 93 |
| Fotos hochladen               | Baumgruppe                                         | Oesterleystraße 2 (51° 31′ 34,2″ N, 9° 56′ 24,2″ O)                                                                                           | 1 Stieleiche, 1 Kastanie, 1 Spitzahorn, 1 Rotbuche |             | ND GÖ-S 94 |

### Frühere Naturdenkmale
Eine Zusammenstellung der Stadt Göttingen (Stand 23. März 1992) enthält mit 92 Einträgen noch weitere Naturdenkmale.
| Bild                          | Bezeichnung                      | Ort, Lage                                                                                                  | Beschreibung                                                       | Schutzzweck | Nummer     |
| ----------------------------- | -------------------------------- | --- | ------------------------------------------------------------------ | ----------- | ---------- |
| BW                            | Aufschluss des Trochitenkalks    | zwischen Herzberger Landstraße und Roringer Stieg (51° 32′ 42″ N, 9° 58′ 30″ O)                            |                                                                    |             | ND GÖ-S 02 |
| BW                            | 1 Warzenkastanie                 | Weender Landstraße 5 b (51° 32′ 22,2″ N, 9° 55′ 58,8″ O)                                                   |                                                                    |             | ND GÖ-S 03 |
| BW                            | 2 Eiben                          | Wöhlerstraße 3 (51° 32′ 13,2″ N, 9° 56′ 27,6″ O)                                                           |                                                                    |             | ND GÖ-S 05 |
| BW                            | 1 Pyramideneiche                 | Herzberger Landstraße 31 (51° 32′ 8,5″ N, 9° 56′ 54,6″ O)                                                  |                                                                    |             | ND GÖ-S 06 |
| BW                            | 1 Zürgelbaum                     | Wagnerstraße 1 (51° 32′ 3,5″ N, 9° 56′ 47,4″ O)                                                            |                                                                    |             | ND GÖ-S 14 |
| Fotos hochladen               | 1 Platane                        | Wilhelmsplatz (51° 32′ 1,3″ N, 9° 56′ 16,8″ O)                                                             |                                                                    |             | ND GÖ-S 17 |
| BW                            | 1 Mehlbeere                      | Berliner Straße (Zoologisches Institut) (51° 32′ 4,2″ N, 9° 55′ 36,1″ O)                                   |                                                                    |             | ND GÖ-S 21 |
| mehr Fotos \| Fotos hochladen | Sedan-Gedächtnislinde            | Grone Park nahe der Ev. Sankt-Petri-Kirche, Kirchstraße (51° 32′ 6,5″ N, 9° 53′ 37,6″ O)                   | 1 Linde Gedenklinde gepflanzt 1876, zum 100-jährigen Gedenken 1976 |             |            |
| BW                            | 1 alte Linde                     | Hetjershausen auf dem ehemaligen Friedhof der Kirche (51° 31′ 56,5″ N, 9° 51′ 33,1″ O)                     | Am 3. Januar 1976 nach Windbruch beseitigt                         |             | ND GÖ-S 33 |
| Fotos hochladen               | 1 Starkbuche mit Seckbornquelle  | Herberhausen Seckbornsgrund, Weg von Herberhausen zur Mackenröder Spitze (51° 32′ 27,2″ N, 10° 1′ 46,2″ O) | Quellbereich mit Buche, besondere Wurzelausbildung                 |             | ND GÖ-S 36 |
| BW                            | 1 Ulme                           | Düstere Eichenweg 5 (51° 32′ 11″ N, 9° 56′ 46″ O)                                                          |                                                                    |             | ND GÖ-S 38 |
| BW                            | 1 Erdfall mit Wasser im Hainholz | 400 m östlich des Hainholzhofes (51° 31′ 28,6″ N, 9° 59′ 9,2″ O)                                           | geologische Formation                                              |             | ND GÖ-S 58 |
| BW                            | 1 Teich Feuchtbiotop             | am ehemaligen Gutspark auf dem Kerstlingeröder Feld (51° 31′ 35″ N, 10° 0′ 35,3″ O)                        |                                                                    |             | ND GÖ-S 70 |
| BW                            | 1 Berg-Ahorn                     | Groß-Ellershausen vor dem Lindenhof (51° 31′ 19″ N, 9° 52′ 6,4″ O)                                         |                                                                    |             | ND GÖ-S 71 |
| BW                            | 1 Linde                          | Esebeck ca. 500 m nördlich von Esebeck, auf dem Kuhberg (51° 34′ 16,7″ N, 9° 50′ 53,7″ O)                  |                                                                    |             | ND GÖ-S 78 |